# Ozero Bolsjoje Jazno
Ozero Bolsjoje Jazno (ryska: Озеро Большое Язно) är en sjö i Belarus.   Den ligger i voblasten Vitsebsks voblast, i den norra delen av landet, 180 km norr om huvudstaden Minsk. Ozero Bolsjoje Jazno ligger 116 meter över havet. Arean är 1,3 kvadratkilometer. Den sträcker sig 2,6 kilometer i nord-sydlig riktning, och 1,1 kilometer i öst-västlig riktning.
Omgivningarna runt Ozero Bolsjoje Jazno är en mosaik av jordbruksmark och naturlig växtlighet. Runt Ozero Bolsjoje Jazno är det ganska glesbefolkat, med 22 invånare per kvadratkilometer.